# Psychotria maningoryensis
Psychotria maningoryensis är en måreväxtart som beskrevs av Aaron Paul Davis och Rafaël Herman Anna Govaerts. Psychotria maningoryensis ingår i släktet Psychotria och familjen måreväxter. Inga underarter finns listade i Catalogue of Life.